# 船中八策
船中八策是明治维新时期土佐藩脱藩武士坂本龙马在被暗杀前（陽曆1867年12月）提出的新的国家体制的基本方针。
2013年證實船中八策為後世捏造的史料，2017年，日本正式自歷史教科書刪掉坂本龍馬。

## 概要
庆应3年（1867年）6月，坂本龙马在伊吕波丸事件的诉讼中取胜后，打算前往京都向土佐藩主山内容堂进言大政奉还的构想。在藩船夕颜丸上向土佐藩士后藤象二郎提出。后由海援队长冈谦吉执笔成文。船中八策的原文已失传。

## 原文
-{一、天下ノ政權ヲ朝廷ニ奉還セシメ、政令宜シク朝廷ヨリ出ヅベキ事。

一、上下議政局ヲ設ケ、議員ヲ置キテ萬機ヲ參贊セシメ、萬機宜シク公議ニ決スベキ事。

一、有材ノ公卿諸侯及ビ天下ノ人材ヲ顧問ニ備ヘ官爵ヲ賜ヒ、宜シク從來有名無實ノ官ヲ除クベキ事。

一、外國ノ交際廣ク公議ヲ採リ、新ニ至當ノ規約ヲ立ツベキ事。

一、古來ノ律令を折衷シ、新ニ無窮ノ大典ヲ撰定スベキ事。

一、海軍宜ク擴張スベキ事。

一、御親兵ヲ置キ、帝都ヲ守衛セシムベキ事。

一、金銀物貨宜シク外國ト平均ノ法ヲ設クベキ事。

以上八策ハ方今天下ノ形勢ヲ察シ、之ヲ宇内萬國ニ徴スルニ、之ヲ捨テ他ニ濟時ノ急務アルナシ。苟モ此數策ヲ斷行セバ、皇運ヲ挽回シ、國勢ヲ擴張シ、萬國ト並行スルモ、亦敢テ難シトセズ。伏テ願クハ公明正大ノ道理ニ基キ、一大英斷ヲ以テ天下ト更始一新セン。
}-

## 译文
一、天下政权还于朝廷，政令應當出于朝廷。

二、设上下议政局，置议员以參萬機，展公議以決萬機。

三、公卿諸侯，以致天下人才，舉其有能，並且賜官晉爵，以爲顧問，另削有名无实之官。

四、廣採公議以交外國，檢討規約以定其當。

五、复核古有之律令，撰定完善之法典。

六、扩张海军。

七、置親兵以衛帝都。

八、金银货物等市易之事，應參照外國，定其宜當之法。

以上八策乃察天下形勢，審宇内万国而后定，为舍他无二之急务。若行此数策，必将挽回皇运，扩张国勢，與萬國並行，亦非難事矣。乞願本公明正大之理，行英明果断之策，則天下必可更始一新也。

## 新政府綱領八策
《新政府綱領八策》是坂本龍馬從船中八策發展出來的親筆綱領文件，原文依據日本語維基文庫。
第一義
　天下有名ノ人材ヲ招致シ　顧問ニ供フ 
第二義
　有材ノ諸侯ヲ撰用シ
　朝廷ノ官爵ヲ賜ヒ　現今有名
　無實ノ官ヲ除ク
第三義
　外国ノ交際ヲ議定ス
第四義
　律令ヲ撰シ　新ニ無窮ノ
　大典ヲ定ム　律令既ニ定レバ
　諸侯伯皆此ヲ奉ジテ部下
　ヲ率ス
第五義
　上下議政所
第六義
　海陸軍局
第七義
　親兵
第八義
　皇国今日ノ金銀物価ヲ
　外国ト平均ス
右預メ二三ノ明眼士ト議定
シ　諸侯會盟ノ日ヲ待ッテ云々
○○○自ラ盟主ト為リ　此ヲ以テ
朝廷ニ奉リ　始テ天下萬民ニ
公布云々　強抗非礼公議ニ
違フ者ハ断然征討ス　權
門貴族モ貸借スルヿナシ
　慶應丁卯十一月　坂本直柔
實質上即是日後維新政府綱領的藍本。以「船中八策」為基礎，擬定「新政府綱領八策」：

第一義 延攬天下有名的人才，聘為顧問。
第二義 聘請有能力的公卿諸侯，賜予朝廷官爵，剔除現今有名無實的官職。
第三義 議定與外國之間的往來。
第四義 編撰律令，制定全新的無窮大典，已制定的律令，諸侯伯皆應率同部下奉行。
第五義 設上下議政所。
第六義 設海陸軍局。
第七義 設置親兵。
第八義 皇國今日的金銀物價應與外國均等。
上述由兩、三位遠見之士議定，待日後諸侯會盟之日再議。
奉〇〇〇為盟主，以侍奉朝廷，始公布於天下萬民。
若有強抗無禮、有違公議者，斷然征討。對權門貴族亦概不借貸。
慶應丁卯十一月 坂本直柔（龍馬）:92-93